# Debréte
Debréte est un village et une commune du comitat de Borsod-Abaúj-Zemplén en Hongrie.

## Géographie
Le village est situé dans la région de collines de Cserehát, proche de la frontière slovaque, à un peu plus de 200 mètres d'altitude. Comme d'autres villages de la région, Debréte se trouve au fond d'un vallon, dans un endroit qui peut être considéré comme la source d'un ruisseau. Très isolé géographiquement, le village se trouve à 70 Km de route de Miskolc, la grande ville hongroise la plus proche.

## Histoire
Debréte est connu pour être le village qui s'est vidé le plus rapidement de sa population, 90% de baisse en 40 ans. Le village est considéré parfois comme le moins peuplé du pays (entre 7 et 22 habitants selon les sources, selon la prise en compte des habitants saisonniers).

## Économie
Les opportunités économiques de la commune sont très limitées, seul l'élevage d'animaux permet d'avoir un moyen de subsistance. Les services de base les plus proches sont à Rakaca.
Les forêts environnantes attirent de nombreux cueilleurs de champignons.
Il existe une chambre d'hôtes à Debréte.

## Transports en commun
Le bus ne dessert le village qu'1 à 2 fois par jour, et le trajet pour Miskolc prend plus de 2 heures.
Toutefois, la majorité des habitants permanents en 2019 n'avaient pas de véhicule et dans ce cas-là, comme c'est le cas pour d'autres villages très isolés où les services "mobiles" ne viennent plus, le maire ou un autre habitant joue à la fois le rôle de taxi et de livreur de produits.

## Enseignement
Le village ne dispose d'aucune école, étant donné qu'aucun enfant n'est né dans la commune depuis plus de trente ans. L'école la plus proche est à Rakaca.

## Architecture
Le village est composé de maisons allongées à l'ancienne, dites de type "parasztház", alignées des deux côtés du ruisseau.

## Édifices et lieux d'intérêt
Le village ayant subi un gain d'intérêt à la suite d'une série d'articles et de reportage, de nombreux fonds ont été obtenus et la chapelle du village a été rénovée. Le parc autour de la chapelle, avec sa place de pique-nique couverte, est l'un des mieux restaurés de la région, et mérite une halte.

## Sources
https://budapestbeacon.com/welcome-to-debrete-pop-10-hungarys-smallest-village/